# UEFA Euro 2012 (gra komputerowa)
UEFA Euro 2012 – dodatek do komputerowej gry sportowej FIFA 12 poświęcony Mistrzostwom Europy w piłce nożnej 2012, wydany 24 kwietnia 2012 roku w wersji do pobrania. Dodatek został wydany również w wersji pudełkowej, bez nośnika w środku, ale wraz z kodem umożliwiającym pobranie gry.

## Rozgrywka
Gra oferuje kilka trybów gry:
- Wyprawa – w tym trybie gracz wybiera zawodników z poszczególnych reprezentacji i w powstałym składzie rozgrywa mecze z kadrami europejskimi.
- Mistrzostwa Europy – w tym trybie gracz może wybrać jedną z 53 dostępnych reprezentacji i pokierować nią w Mistrzostwach Europy lub w eliminacjach.
- Tryb treningu – w tym trybie gracz może trenować strzały, rzuty rożne, rzuty wolne.
- Mecz towarzyski – w tym trybie gracz może rozegrać towarzyskie spotkanie z wybraną reprezentacją.

## Odbiór gry
Gra spotkała się z mieszanym odbiorem. Dodatkowi UEFA Euro 2012 wytykano niewielkie zmiany w stosunku do gry FIFA 12, poważne braki w licencjach na reprezentacje, nieudany tryb Wyprawy i swoistą nieopłacalność zakupu. Amadeusz Cyganek z portalu Gry-Online nazwał produkcję „mistrzowską beznadzieją”. Za zalety uznawano wierne odwzorowanie stadionów w Polsce i na Ukrainie, popularne wśród kibiców przyśpiewki odtwarzane podczas meczów i profesjonalny komentarz.